# Яновиці (Нижньосілезьке воєводство)
Яновиці (пол. Janowice) — село в Польщі, у гміні Руя Легницького повіту Нижньосілезького воєводства.
Населення — 118 осіб (2011).
У 1975-1998 роках село належало до Легницького воєводства.

## Демографія
Демографічна структура станом на 31 березня 2011 року:
|          | Загалом | Допрацездатний вік | Працездатний вік | Постпрацездатний вік |
| -------- | ------- | ------------------ | ---------------- | -------------------- |
| Чоловіки | 65      | 20                 | 36               | 9                    |
| Жінки    | 53      | 10                 | 29               | 14                   |
| Разом    | 118     | 30                 | 65               | 23                   |